# خوسيه دياز (لاعب اتحاد الرغبي)
خوسيه دياز (بالإسبانية: José Díaz)‏ هو لاعب اتحاد الرغبي إسباني، ولد في 31 مارس 1963 في بلنسية في إسبانيا.

## وصلات خارجية
- خوسيه دياز عل موقع إسبنسكروم (الإنجليزية)
- خوسيه دياز على موقع ItsRugby.co.uk (الإنجليزية)